# Château de Loubières
Le château de Loubières, aussi dit château du Boulais,, est un château situé dans la commune de Loubières, dans le département de l'Ariège, en France.

## Historique
Le château est construit au cours du XIIIe siècle. Il a appartenu pendant un temps au Trésorier Payeur des Comtes de Foix.
Le 13 mai 1615, il est le théâtre d'un assassinat. Louis de Florentin, trésorier du pays de Foix, est égorgé par des huguenots. Les accusés sont jugés devant la Cour criminelle de Toulouse et sont exécutés à Foix.
Le château est la propriété de la famille de Séré depuis 1815. Il est actuellement privé.
Les façades et les toitures du site sont inscrites au titre des Monuments historiques par arrêté du 14 mars 1977.